# 고령 관음사 신중도
고령 관음사 신중도(高靈 觀音寺 神衆圖)는 경상북도 고령군 대가야읍 관음사에 있는 신중도이다. 2019년 3월 25일 경상북도의 문화재자료 제673호로 지정되었다.

## 개요
이 신중도는 1908년(隆熙 2)에 금어(金魚)인 원일(圓日)과 진규(眞珪)에 의해 제작된 화면 119.8×112.2㎝ 크기의 불화이다. 중앙의 위태천을 중심으로 역삼각형 구도의 향우측에 제석, 향좌측에 범천이 배치되어 있다. 제석과 범천 주변으로 천녀와 천동이, 일천·월천대신이 자리하고 있으며, 그 하단에 무장한 천룡팔부신중 4위가 일렬로 배치되어 있다.
화기(畵記)를 통해 제작시기와 제작자, 봉안처를 명확히 알 수 있을 뿐만 아니라 조선후기 불화의 정통성을 계승한 작품이라는 점에서 의의가 있다. 사불산화파를 계승하는 한편, 범어사와 해인사 일대에서 활동했던 경남 지역 화사(畫師)와도 교류했음을 보여주는 작품으로서 학술적 가치가 높다고 판단되므로 문화재자료로 지정한다.

## 참고 문헌
- 고령 관음사 신중도 - 국가유산청 국가유산포털